# Universe (chanson)
Pour les articles homonymes, voir Universe.
Singles de EXO
Power
(2017) Electric Kiss
(2018)
Universe (chinois : 为心导航) est un single du boys band sud-coréano-chinois EXO, sorti le 26 décembre 2017 en coréen et en mandarin, issu de leur mini-album du même nom.

## Contexte et sortie
Produit par Hyuk Shin, MRey, JJ Evans et Jeff Lewis, "Universe" est décrite comme une "ballade rock" prenant soin de souligner chaque voix unique et explore non seulement la beauté de leurs chants et visuels, mais aussi la simplicité d'une palette de couleurs inspirée du café, un accompagnement axé sur le piano et une imagerie visuelle claire sur la façon dont les garçons sont prêts à aller aux extrémités de l'univers pour cherche l'amour.

## Clip-vidéo
Le clip a pour thème le café dans lequel les membres d'EXO réfléchissent mélancoliquement sur le breuvage contenant de la caféine et effectuent différentes actions qui servent de métaphores aux émotions confuses et désordonnées décrites dans les paroles. Les membres portent des tenues principalement dans des teintes marron et beige. La vidéo est un accompagnement visuel simple mais raffiné de la chanson.

## Promotion
EXO a interprété pour la première fois "Universe" lors de l'émission spéciale MBC Gayo Daejejeon le 31 décembre. Le groupe l'a également intégré au programme de leur tournée « EℓyXiOn » lors des derniers concerts ayant eu lieu à Séoul et à Macao.

## Succès commercial
"Universe" a débuté à la seconde place du Gaon Chart. Il a également été en tête du Korea K-Pop Hot 100 pour la première semaine de l'année 2018.

## Classements

### Classements hebdomadaires
| Classements                         | Meilleure position |
| ----------------------------------- | ------------------ |
| South Korea (Gaon)                  | 2                  |
| South Korea (Korea K-Pop Hot 100)   | 1                  |
| Chinese Singles (Billboard V Chart) | 7                  |

### Classement mensuel
| Classement                  | Meilleure position |
| --------------------------- | ------------------ |
| South Korean singles (Gaon) | 21                 |

### Classement annuel
| Classement                  | Meilleure position |
| --------------------------- | ------------------ |
| South Korean singles (Gaon) | 69                 |

## Ventes

### Téléchargement
| Pays               | Ventes  |
| ------------------ | ------- |
| South Korea (Gaon) | 140 698 |

## Prix et nominations
| Année | Prix                    | Titre                                 | Résultat   |
| ----- | ----------------------- | ------------------------------------- | ---------- |
| 2018  | Gaon Chart K-Pop Awards | Song of the Year (Digital) - December | Nomination |
| 2019  | Golden Disk Awards      | Digital Bonsang                       | Nomination |

### Programmes de classements musicaux
| Programme              | Date            |
| ---------------------- | --------------- |
| Music Bank (KBS)       | 5 janvier 2018  |
| Music Bank (KBS)       | 12 janvier 2018 |
| Show! Music Core (MBC) | 6 janvier 2018  |